# Ten Summoner’s Tales Tour
Die Ten Summoner’s Tales Tour war die vierte weltweite Solo-Konzerttournee des britischen Singer-Songwriters Sting, mit der er sein 1993 veröffentlichtes und namensgebendes viertes Soloalbum Ten Summoner’s Tales bewarb.

## Hintergrund
Die Ten Summoner’s Tales Tour begann am 12. März 1993 in London, endete am 22. Juni 1995 in Tokio und umfasste insgesamt 180 Auftritte. Neben Konzerten in Europa, Nordamerika und Lateinamerika spielten Sting und seine Musiker zum ersten Mal in Südostasien und Südafrika und bereisten erstmals seit 1988 auch wieder den australischen Kontinent.
Stings Begleitband, bestehend aus Gitarrist Dominic Miller, Keyboarder David Sancious und Schlagzeuger Vinnie Colaiuta, hatte sich gegenüber der vorherigen The Soul Cages Tour personell nicht verändert. Viele Fans von Sting bezeichnen diese Zusammenstellung bis heute immer wieder als Stings ultimative Liveband und auch Sting selbst äußerte sich stets lobend über die Musiker und bezeichnete insbesondere Dominic Miller, der auch des Öfteren musikalische Ideen zu Liedern wie Shape of My Heart beisteuerte, als dessen „linke und rechte Hand“.
Die Tournee war für Sting ein großer Erfolg. Allein in der Londoner Royal Albert Hall gab er über die gesamte Tournee verteilt insgesamt zehn ausverkaufte Konzerte.

## Setlist

### Beispiel-Setlist
- If I Ever Lose My Faith in You
- Heavy Cloud No Rain
- Love Is Stronger Than Justice (The Munificent Seven)
- Seven Days
- Fields of Gold
- Synchronicity II
- Every Little Thing She Does Is Magic
- Roxanne
- It’s Probably Me
- Sister Moon
- Shape of My Heart
- Saint Augustine in Hell
- Straight to Heart
- Englishman in New York
- King of Pain
- All This Time
- Bring on the Night
- When the World Is Running Down You Make the Best of What’s Still Around
- She’s Too Good for Me
- Nothing ’Bout Me
- Every Breath You Take
- Fragile

## Tourdaten
| Nr.                                     | Datum              | Stadt                  | Land               | Veranstaltungsort                          | Anmerkungen              |
| Leg 1 – Europa                          | Leg 1 – Europa     | Leg 1 – Europa         | Leg 1 – Europa     | Leg 1 – Europa                             | Leg 1 – Europa           |
| --------------------------------------- | ------------------ | ---------------------- | ------------------ | ------------------------------------------ | ------------------------ |
| 1                                       | 12. März 1993      | London                 | England            | Royal Albert Hall                          |                          |
| 2                                       | 13. März 1993      | London                 | England            | Royal Albert Hall                          |                          |
| 3                                       | 14. März 1993      | Brüssel                | Belgien            | Forest National                            |                          |
| 4                                       | 16. März 1993      | Rotterdam              | Niederlande        | Sportpaleis Ahoy’                          |                          |
| 5                                       | 17. März 1993      | Rotterdam              | Niederlande        | Sportpaleis Ahoy’                          |                          |
| 6                                       | 19. März 1993      | Hamburg                | Deutschland        | Alsterdorfer Sporthalle                    |                          |
| 7                                       | 20. März 1993      | Hamburg                | Deutschland        | Alsterdorfer Sporthalle                    |                          |
| 8                                       | 21. März 1993      | Hannover               | Deutschland        | Music Hall                                 |                          |
| 9                                       | 22. März 1993      | Dortmund               | Deutschland        | Westfalenhalle                             |                          |
| 10                                      | 24. März 1993      | München                | Deutschland        | Olympiahalle                               |                          |
| 11                                      | 25. März 1993      | Saarbrücken            | Deutschland        | Saarlandhalle                              |                          |
| 12                                      | 27. März 1993      | Maxéville              | Frankreich         | Le Zénith de Nancy                         |                          |
| 13                                      | 28. März 1993      | Lille                  | Frankreich         | Espace Foire                               |                          |
| 14                                      | 29. März 1993      | Paris                  | Frankreich         | Palais Omnisport de Bercy                  |                          |
| 15                                      | 30. März 1993      | Paris                  | Frankreich         | Palais Omnisport de Bercy                  |                          |
| 16                                      | 31. März 1993      | Dijon                  | Frankreich         | Palais des Sports                          |                          |
| 17                                      | 2. April 1993      | Berlin                 | Deutschland        | Deutschlandhalle                           |                          |
| 18                                      | 3. April 1993      | Mannheim               | Deutschland        | Maimarkthalle                              |                          |
| 19                                      | 4. April 1993      | Nürnberg               | Deutschland        | Frankenhalle                               |                          |
| 20                                      | 6. April 1993      | Frankfurt am Main      | Deutschland        | Festhalle                                  |                          |
| 21                                      | 7. April 1993      | Stuttgart              | Deutschland        | Schleyerhalle                              |                          |
| 22                                      | 9. April 1993      | Wien                   | Osterreich         | Stadthalle                                 |                          |
| 23                                      | 13. April 1993     | Zürich                 | Schweiz            | Hallenstadion                              |                          |
| 24                                      | 15. April 1993     | Toulon                 | Frankreich         | Le Zénith Omega                            |                          |
| 25                                      | 16. April 1993     | Toulouse               | Frankreich         | Palais des Sports                          |                          |
| 26                                      | 17. April 1993     | Pau                    | Frankreich         | Le Zénith                                  |                          |
| 27                                      | 19. April 1993     | London                 | England            | Royal Albert Hall                          |                          |
| 28                                      | 21. April 1993     | London                 | England            | Royal Albert Hall                          |                          |
| 29                                      | 22. April 1993     | London                 | England            | Royal Albert Hall                          |                          |
| Leg 2 – Nordamerika                     |                    |                        |                    |                                            |                          |
| 30                                      | 30. April 1993     | Berkeley               | Vereinigte Staaten | William Randolph Hearst Greek Theatre      |                          |
| 31                                      | 1. Mai 1993        | Berkeley               | Vereinigte Staaten | William Randolph Hearst Greek Theatre      |                          |
| 32                                      | 3. Mai 1993        | Seattle                | Vereinigte Staaten | Center Coliseum                            |                          |
| 33                                      | 4. Mai 1993        | Vancouver              | Kanada             | Pacific Coliseum                           |                          |
| 34                                      | 7. Mai 1993        | Costa Mesa             | Vereinigte Staaten | Pacific Amphitheatre                       |                          |
| 35                                      | 8. Mai 1993        | Los Angeles            | Vereinigte Staaten | Greek Theatre                              |                          |
| 36                                      | 9. Mai 1993        | Los Angeles            | Vereinigte Staaten | Greek Theatre                              |                          |
| 37                                      | 10. Mai 1993       | Los Angeles            | Vereinigte Staaten | Greek Theatre                              |                          |
| 38                                      | 11. Mai 1993       | Los Angeles            | Vereinigte Staaten | Greek Theatre                              |                          |
| 39                                      | 12. Mai 1993       | Los Angeles            | Vereinigte Staaten | Greek Theatre                              |                          |
| 40                                      | 14. Mai 1993       | Whitney                | Vereinigte Staaten | Sam Boyd Silver Bowl                       |                          |
| 41                                      | 15. Mai 1993       | Whitney                | Vereinigte Staaten | Sam Boyd Silver Bowl                       |                          |
| 42                                      | 16. Mai 1993       | Whitney                | Vereinigte Staaten | Sam Boyd Silver Bowl                       |                          |
| 43                                      | 18. Mai 1993       | Park City              | Vereinigte Staaten | Wolf Mountain Resort                       |                          |
| 44                                      | 19. Mai 1993       | Morrison               | Vereinigte Staaten | Red Rocks Amphitheatre                     |                          |
| 45                                      | 20. Mai 1993       | Morrison               | Vereinigte Staaten | Red Rocks Amphitheatre                     |                          |
| 46                                      | 21. Mai 1993       | The Woodlands          | Vereinigte Staaten | Cynthia Woods Mitchell Pavilion            |                          |
| 47                                      | 22. Mai 1993       | Dallas                 | Vereinigte Staaten | Coca-Cola Starplex Amphitheatre            |                          |
| 48                                      | 23. Mai 1993       | Acapulco               | Mexiko             | Centro Internacional                       |                          |
| 49                                      | 25. Mai 1993       | New Orleans            | Vereinigte Staaten | Lakefront Arena                            |                          |
| 50                                      | 26. Mai 1993       | Memphis                | Vereinigte Staaten | Mud Island Amphitheater                    |                          |
| 51                                      | 28. Mai 1993       | Atlanta                | Vereinigte Staaten | Chastain Park Amphitheater                 |                          |
| 52                                      | 29. Mai 1993       | Charlotte              | Vereinigte Staaten | Carowinds Palladium                        |                          |
| 53                                      | 30. Mai 1993       | Richmond               | Vereinigte Staaten | Classic Amphitheater                       |                          |
| 54                                      | 1. Juni 1993       | Vaughan                | Kanada             | Kingswood Music Theatre                    |                          |
| 55                                      | 2. Juni 1993       | Montréal               | Kanada             | Forum                                      |                          |
| 56                                      | 4. Juni 1993       | Mansfield              | Vereinigte Staaten | Great Woods Center for the Performing Arts |                          |
| 57                                      | 5. Juni 1993       | East Rutherford        | Vereinigte Staaten | Giants Stadium                             |                          |
| 58                                      | 6. Juni 1993       | East Rutherford        | Vereinigte Staaten | Giants Stadium                             |                          |
| 59                                      | 8. Juni 1993       | New York City          | Vereinigte Staaten | Paramount Theatre                          |                          |
| 60                                      | 9. Juni 1993       | New York City          | Vereinigte Staaten | Paramount Theatre                          |                          |
| 61                                      | 11. Juni 1993      | Thornville             | Vereinigte Staaten | Buckeye Lake Music Center                  |                          |
| 62                                      | 12. Juni 1993      | Clarkston              | Vereinigte Staaten | Pine Knob Music Theatre                    |                          |
| 63                                      | 13. Juni 1993      | Orchard Park           | Vereinigte Staaten | Rich Stadium                               |                          |
| 64                                      | 15. Juni 1993      | Burgettstown           | Vereinigte Staaten | Coca-Cola Star Lake Amphitheater           |                          |
| 65                                      | 16. Juni 1993      | Cincinnati             | Vereinigte Staaten | Riverbend Music Center                     |                          |
| 66                                      | 18. Juni 1993      | Chicago                | Vereinigte Staaten | Soldier Field                              |                          |
| 67                                      | 19. Juni 1993      | Chicago                | Vereinigte Staaten | Soldier Field                              |                          |
| 68                                      | 20. Juni 1993      | Maryland Heights       | Vereinigte Staaten | Riverport Amphitheatre                     |                          |
| 69                                      | 22. Juni 1993      | Minneapolis            | Vereinigte Staaten | Target Center                              |                          |
| 70                                      | 24. Juni 1993      | Milwaukee              | Vereinigte Staaten | Marcus Amphitheater                        | Milwaukee Summerfest ’93 |
| 71                                      | 25. Juni 1993      | Washington, D.C.       | Vereinigte Staaten | Robert F. Kennedy Memorial Stadium         |                          |
| 72                                      | 26. Juni 1993      | Washington, D.C.       | Vereinigte Staaten | Robert F. Kennedy Memorial Stadium         |                          |
| Leg 3 – Europa                          |                    |                        |                    |                                            |                          |
| 73                                      | 2. Juli 1993       | Ephesos                | Turkei             | Antik Tiyatro                              |                          |
| 74                                      | 4. Juli 1993       | Istanbul               | Turkei             | İnönü Stadyumu                             |                          |
| 75                                      | 6. Juli 1993       | Nea Filadelfia         | Griechenland       | Stádio Níkos Nkoúmas                       |                          |
| 76                                      | 8. Juli 1993       | A Coruña               | Spanien            | Estadio Municipal de Riazor                | Xacobeo Festival         |
| 77                                      | 11. Juli 1993      | Frauenfeld             | Schweiz            | Pferderennbahn Frauenfeld                  | Out in the Green         |
| 78                                      | 13. Juli 1993      | Porto San Giorgio      | Italien            | PalaSavelli                                |                          |
| 79                                      | 14. Juli 1993      | Rom                    | Italien            | PalaEUR                                    |                          |
| 80                                      | 17. Juli 1993      | Cosenza                | Italien            | Stadio San Vito                            |                          |
| 81                                      | 18. Juli 1993      | Marsala                | Italien            | Stadio Antonino Lombardo Angotta           |                          |
| 82                                      | 20. Juli 1993      | Assago                 | Italien            | FilaForum                                  |                          |
| 83                                      | 21. Juli 1993      | Bologna                | Italien            | Arena Parco Nord                           |                          |
| 84                                      | 23. Juli 1993      | Genua                  | Italien            | PalaFiera                                  |                          |
| 85                                      | 24. Juli 1993      | Livorno                | Italien            | Stadio Armando Picchi                      |                          |
| 86                                      | 25. Juli 1993      | Codroipo               | Italien            | Villa Manin                                |                          |
| 87                                      | 28. Juli 1993      | Barcelona              | Spanien            | Palau Sant Jordi                           |                          |
| 88                                      | 29. Juli 1993      | Madrid                 | Spanien            | Plaza de Toros de Las Ventas               |                          |
| 89                                      | 30. Juli 1993      | Santiago de Compostela | Spanien            | Auditorio Monte do Gozo                    |                          |
| 90                                      | 1. August 1993     | Lissabon               | Portugal           | Estádio José Alvalade                      |                          |
| 91                                      | 2. August 1993     | Cáceres                | Spanien            | Estadio Príncipe Felipe                    |                          |
| 92                                      | 3. August 1993     | San Fernando           | Spanien            | Estadio Municipal                          |                          |
| 93                                      | 6. August 1993     | Almería                | Spanien            | Auditorio Municipal „Maestro Padilla“      |                          |
| 94                                      | 7. August 1993     | Daimiel                | Spanien            | Auditorio del Parque Municipal             |                          |
| 95                                      | 9. August 1993     | Palma de Mallorca      | Spanien            | Hipódromo de Son Pardo                     |                          |
| 96                                      | 12. August 1993    | Gijón                  | Spanien            | Polideportivo Municipal                    |                          |
| 97                                      | 13. August 1993    | Santander              | Spanien            | Palaz de Toros                             |                          |
| 98                                      | 14. August 1993    | San Sebastián          | Spanien            | Velódromo de Anoeta                        |                          |
| 99                                      | 17. August 1993    | Biarritz               | Frankreich         | Parc des Sports d’Aguiléra                 |                          |
| 100                                     | 18. August 1993    | Nîmes                  | Frankreich         | Les Arènes                                 |                          |
| 101                                     | 19. August 1993    | Juan-les-Pins          | Frankreich         | La Pinède Gould                            |                          |
| 102                                     | 21. August 1993    | Hildesheim             | Deutschland        | Radrennbahn im Sportpark                   |                          |
| 103                                     | 22. August 1993    | Koblenz                | Deutschland        | Messegelände                               |                          |
| 104                                     | 24. August 1993    | Stockholm              | Schweden           | Globen                                     |                          |
| 105                                     | 26. August 1993    | Helsinki               | Finnland           | Jäähalli                                   |                          |
| 106                                     | 28. August 1993    | Oslo                   | Norwegen           | Spektrum                                   |                          |
| 107                                     | 29. August 1993    | Kopenhagen             | Danemark           | Valby-Hallen                               |                          |
| 108                                     | 31. August 1993    | Caen                   | Frankreich         | Le Zénith                                  |                          |
| Leg 4 – Europa                          |                    |                        |                    |                                            |                          |
| 109                                     | 7. Januar 1994     | Birmingham             | England            | National Exhibition Centre                 |                          |
| 110                                     | 8. Januar 1994     | Cardiff                | Wales              | International Arena                        |                          |
| 111                                     | 9. Januar 1994     | Sheffield              | England            | Sheffield Arena                            |                          |
| 112                                     | 11. Januar 1994    | London                 | England            | Royal Albert Hall                          |                          |
| 113                                     | 12. Januar 1994    | London                 | England            | Royal Albert Hall                          |                          |
| 114                                     | 13. Januar 1994    | London                 | England            | Royal Albert Hall                          |                          |
| 115                                     | 14. Januar 1994    | London                 | England            | Royal Albert Hall                          |                          |
| Leg 5 – Australasien                    |                    |                        |                    |                                            |                          |
| 116                                     | 18. Januar 1994    | Tokio                  | Japan 1870         | Nippon Budokan                             |                          |
| 117                                     | 19. Januar 1994    | Tokio                  | Japan 1870         | Nippon Budokan                             |                          |
| 118                                     | 20. Januar 1994    | Tokio                  | Japan 1870         | Nippon Budokan                             |                          |
| 119                                     | 22. Januar 1994    | Fukuoka                | Japan 1870         | Fukuoka Kokusai Center                     |                          |
| 120                                     | 24. Januar 1994    | Nagoya                 | Japan 1870         | Rainbow Hall                               |                          |
| 121                                     | 25. Januar 1994    | Osaka                  | Japan 1870         | Ōsaka-jō Hall                              |                          |
| 122                                     | 26. Januar 1994    | Osaka                  | Japan 1870         | Ōsaka-jō Hall                              |                          |
| 123                                     | 28. Januar 1994    | Taipeh                 | Taiwan             | Sun-Yat-sen Memorial Hall                  |                          |
| 124                                     | 29. Januar 1994    | Taipeh                 | Taiwan             | Sun-Yat-sen Memorial Hall                  |                          |
| 125                                     | 31. Januar 1994    | Manila                 | Philippinen 1986   | ULTRA Stadium                              |                          |
| 126                                     | 2. Februar 1994    | Kuala Lumpur           | Malaysia           | Stadium Negara                             |                          |
| 127                                     | 3. Februar 1994    | Singapur               | Singapur           | Indoor Stadium                             |                          |
| 128                                     | 5. Februar 1994    | Jakarta                | Indonesien         | International Convention Center            |                          |
| 129                                     | 7. Februar 1994    | Brisbane               | Australien         | Entertainment Centre                       |                          |
| 130                                     | 9. Februar 1994    | Melbourne              | Australien         | National Tennis Centre                     |                          |
| 131                                     | 10. Februar 1994   | Adelaide               | Australien         | Entertainment Centre                       |                          |
| 132                                     | 12. Februar 1994   | Sydney                 | Australien         | Entertainment Centre                       |                          |
| 133                                     | 13. Februar 1994   | Sydney                 | Australien         | Entertainment Centre                       |                          |
| Leg 6 – Nordamerika                     |                    |                        |                    |                                            |                          |
| 134                                     | 18. Februar 1994   | Gainesville            | Vereinigte Staaten | O’Connell Center                           |                          |
| 135                                     | 19. Februar 1994   | Pensacola              | Vereinigte Staaten | Civic Center                               |                          |
| 136                                     | 20. Februar 1994   | Tampa                  | Vereinigte Staaten | USF Sun Dome                               |                          |
| 137                                     | 22. Februar 1994   | Orlando                | Vereinigte Staaten | Orlando Arena                              |                          |
| 138                                     | 23. Februar 1994   | Miami                  | Vereinigte Staaten | Miami Arena                                |                          |
| 139                                     | 25. Februar 1994   | Fairfax                | Vereinigte Staaten | Patriot Center                             |                          |
| 140                                     | 26. Februar 1994   | East Rutherford        | Vereinigte Staaten | Brendan Byrne Arena                        |                          |
| 141                                     | 27. Februar 1994   | Philadelphia           | Vereinigte Staaten | Spectrum                                   |                          |
| 142                                     | 2. März 1994       | New York City          | Vereinigte Staaten | Paramount Theatre                          |                          |
| 143                                     | 3. März 1994       | New York City          | Vereinigte Staaten | Paramount Theatre                          |                          |
| 144                                     | 5. März 1994       | New York City          | Vereinigte Staaten | Paramount Theatre                          |                          |
| 145                                     | 6. März 1994       | New York City          | Vereinigte Staaten | Paramount Theatre                          |                          |
| 146                                     | 7. März 1994       | New York City          | Vereinigte Staaten | Paramount Theatre                          |                          |
| Leg 7 – Lateinamerika                   |                    |                        |                    |                                            |                          |
| 147                                     | 9. März 1994       | San Juan               | Puerto Rico        | Coliseo Roberto Clemente                   |                          |
| 148                                     | 11. März 1994      | Mexiko-Stadt           | Mexiko             | Palacio de los Deportes                    |                          |
| 149                                     | 13. März 1994      | Heredia                | Costa Rica         | Palacio de los Deportes                    |                          |
| 150                                     | 15. März 1994      | Caracas                | Venezuela 1954     | Estadio de Béisbol La Rinconada            |                          |
| 151                                     | 19. März 1994      | São Paulo              | Brasilien          | Anhembi Parque                             |                          |
| 152                                     | 20. März 1994      | São Paulo              | Brasilien          | Olímpia                                    |                          |
| 153                                     | 23. März 1994      | Rosario                | Argentinien        | Estadio Gigante de Arroyito                |                          |
| 154                                     | 25. März 1994      | Buenos Aires           | Argentinien        | Estadio José Amalfitani                    |                          |
| 155                                     | 26. März 1994      | Buenos Aires           | Argentinien        | Estadio José Amalfitani                    |                          |
| 156                                     | 27. März 1994      | Santiago de Chile      | Chile              | Estadio San Carlos de Apoquindo            |                          |
| Leg 8 – Europa/Naher Osten/Afrika/Asien |                    |                        |                    |                                            |                          |
| 157                                     | 18. September 1994 | Jerusalem              | Israel             | Brechat ha-Sultan                          |                          |
| 158                                     | 19. September 1994 | Tiberias               | Israel             | Tzemach at Lake of Gennesaret              |                          |
| 159                                     | 20. September 1994 | Rishon LeZion          | Israel             | Rishon Park                                |                          |
| 160                                     | 23. September 1994 | Sassari                | Italien            | Stadio Acquedotto                          |                          |
| 161                                     | 27. September 1994 | Kapstadt               | Sudafrika          | Good Hope Centre                           |                          |
| 162                                     | 28. September 1994 | Kapstadt               | Sudafrika          | Good Hope Centre                           |                          |
| 163                                     | 30. September 1994 | Sun City               | Sudafrika          | Superbowl Arena                            |                          |
| 164                                     | 1. Oktober 1994    | Sun City               | Sudafrika          | Superbowl Arena                            |                          |
| 165                                     | 2. Oktober 1994    | Sun City               | Sudafrika          | Superbowl Arena                            |                          |
| 166                                     | 4. Oktober 1994    | Durban                 | Sudafrika          | Village Green Casino                       |                          |
| 167                                     | 5. Oktober 1994    | Durban                 | Sudafrika          | Village Green Casino                       |                          |
| 168                                     | 7. Oktober 1994    | Sun City               | Sudafrika          | Superbowl Arena                            |                          |
| 169                                     | 8. Oktober 1994    | Sun City               | Sudafrika          | Superbowl Arena                            |                          |
| 170                                     | 9. Oktober 1994    | Sun City               | Sudafrika          | Superbowl Arena                            |                          |
| 171                                     | 22. Oktober 1994   | Johannesburg           | Sudafrika          | Ellis Park Stadium                         |                          |
| 172                                     | 26. Oktober 1994   | London                 | England            | Royal Albert Hall                          |                          |
| 173                                     | 31. Oktober 1994   | Miyazaki               | Japan 1870         | Seagaia World Convention Center            |                          |
| Leg 9 – Asien                           |                    |                        |                    |                                            |                          |
| 174                                     | 12. Juni 1995      | Brunei                 | Brunei             | Badminton Hall                             |                          |
| 175                                     | 13. Juni 1995      | Brunei                 | Brunei             | Badminton Hall                             |                          |
| 176                                     | 16. Juni 1995      | Tokio                  | Japan 1870         | Nippon Budokan                             |                          |
| 177                                     | 17. Juni 1995      | Yokohama               | Japan 1870         | Yokohama Arena                             |                          |
| 178                                     | 19. Juni 1995      | Osaka                  | Japan 1870         | Ōsaka-jō Hall                              |                          |
| 179                                     | 20. Juni 1995      | Osaka                  | Japan 1870         | Ōsaka-jō Hall                              |                          |
| 180                                     | 22. Juni 1995      | Tokio                  | Japan 1870         | Yoyogi Olympic Pool                        |                          |

## Band
- Sting: Gesang, Bass, Gitarre
- Dominic Miller: Gitarre
- David Sancious: Keyboards
- Vinnie Colaiuta: Schlagzeug